# شخصيات ليغو الصغيرة (ثيم)
شخصيات ليغو الصغيرة بسمة (منمقة كشخصيات ليغو الصغيرة) هي سمة ليغو لعام 2010 تستند إلى مجموعة من شخصيات ليغو الصغيرة القابلة للتحصيل. كل شخصية هي شخصية أصلية ذات ملابس وتصميمات وجه جديدة والعديد منها يحتوي على ملحقات لم يسبق رؤيتها من قبل. تحتوي كل سلسلة عادةً على 16 شخصية صغيرة مختلفة، ومع ذلك تحتوي بعض السلاسل على أقل من 9 شخصيات صغيرة بينما تحتوي سلاسل أخرى على ما يصل إلى 22. منذ عام 2021 عُين عدد الشخصيات الصغيرة المختلفة للسلسلة على 12. في عام 2023 صدرت سلسلة ديزني بمناسبة الذكرى المئوية ليصل إجمالي عدد الشخصيات إلى 18 مع أنه قُلص مرة أخرى إلى 12 مع سلسلة مارفل الثانية. وقدمت هذه السلسلة أيضًا صناديق ورقية بدلاً من الأكياس البلاستيكية مما يجعل من غير الممكن لمس القطع لكل شخصية.

## الملخص

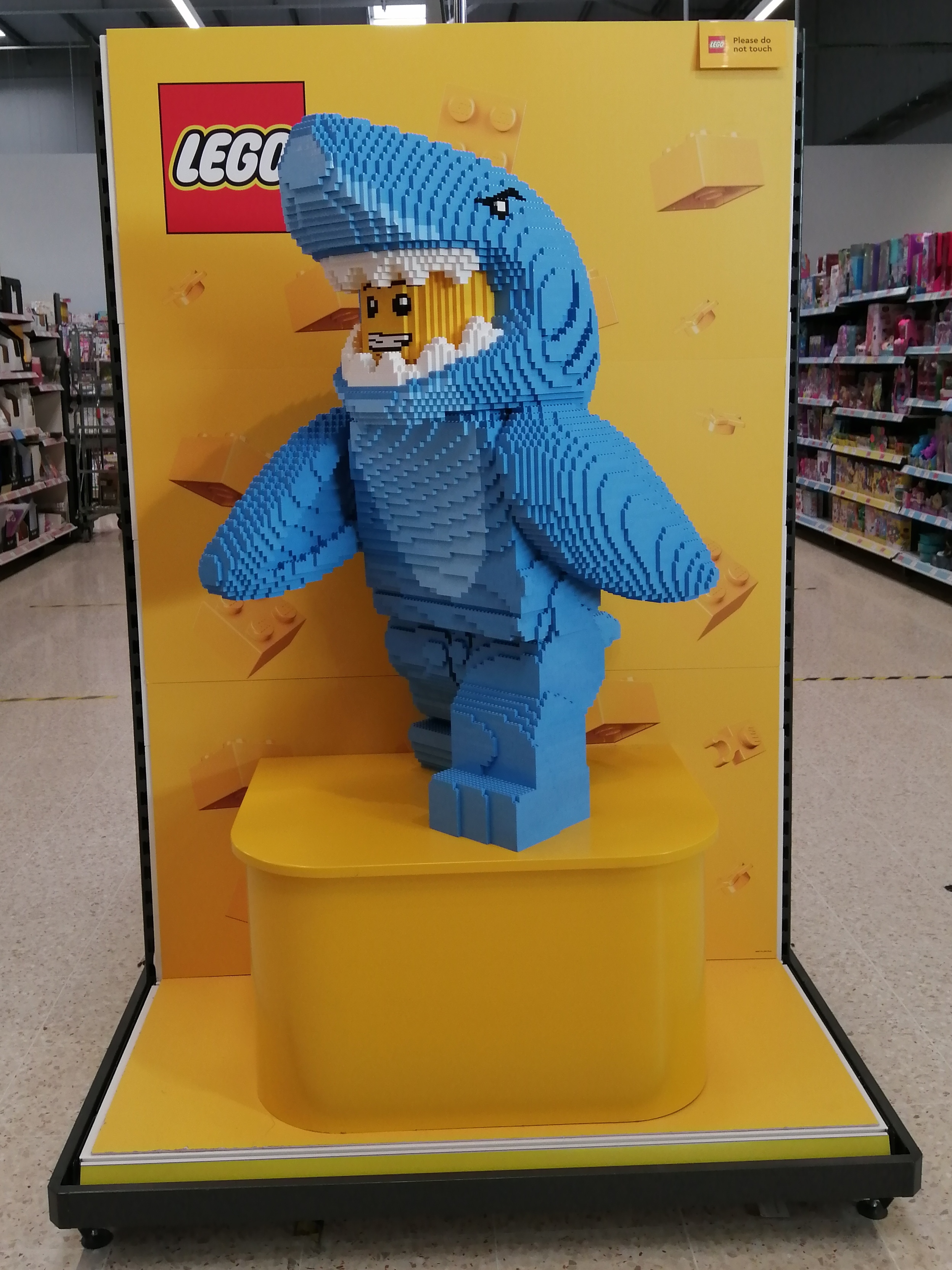
رجل بدلة القرش من ليغو (السلسلة 15)

تتكون السلسلة من عدد من شخصيات ليغو الصغيرة القابلة للتحصيل ذات الموضوعات الفردية المستندة إلى الأفلام والرياضة والتاريخ والثقافة الشعبية. تُباع الشخصيات بوجه فردي في عبوات مغلقة وغير مميزة مما يمنح العملاء فرصة عشوائية للحصول على أي تمثال معين. وبينما يعتبر البعض هذا نهجًا جديدًا فقد أثار جدلاً بين المتحمسين والجامعين مما زاد من صعوبة الحصول على مجموعة كاملة. لا تقدم عمليات الشراء من العديد من تجار التجزئة أي ضمانات بشأن محتويات عبوة معينة. ومع محاولات إخفاء محتويات هذه العبوات فإن أكياس السلسلة 1 و2 تحتوي على رمز شريطي ثانٍ خاص بالتماثيل الصغيرة على الجزء الخلفي من العبوة بجوار رمز المنتج إي إيه أن/يو بيه سي (وهو فريد لكل سلسلة). سمح هذا للعملاء بتحديد الشخصيات الفردية داخل العبوة مما قلل بدرجة كبيرة من مقدار المال والجهد المطلوب للحصول على مجموعة كاملة والقضاء على إمكانية استلام نسخ مكررة عن غير قصد. كانت توجد أيضًا تطبيقات لكل من أجهزة آي فون وأندرويد تستخدم هذه الرموز الشريطية.
ألغت ليغو الرموز الشريطية الخاصة بالشخصيات من جميع عبوات السلسلة 3 و4 واستبدلتها بنظام نقاط شبيه بطريقة برايل محفور في الجزء السفلي من الكيس. نظريًا سيسمح هذا للعملاء بمواصلة التعرف على الشخصية الموجودة داخل العبوة. حيث لا تحتوي السلاسل اللاحقة على أي علامات تشير إلى محتوياتها.
في المتوسط تصدر سلسلة جديدة كل أربعة أشهر. وتختلف تواريخ الإصدار أحيانًا بين البلدان.
في سبتمبر 2021 أعلن ماثيو أشتون نائب رئيس التصميم في مجموعة ليغو أن شخصيات ليغو الصغيرة القابلة للتحصيل إلى جانب موضوعات المدينة والأصدقاء والمبدعين وليغو كلاسيك وتكنيك وأبطال السرعة ومونكي كيد ونينجاجو ودوتس (سابقًا) ستستمر حتى عام 2023 على الأقل.

## التطوير
خلال عملية تطوير موضوع شخصيات ليغو المصغرة شرحت مصممة ليغو تارا وايك مفهوم هذا الموضوع. وأوضحت: "هذا مثال جيد... سأذهب إلى أوستن وأقول: لنصنع فتاة فيل فيرسمها ونُطلع النحاتين على التفاصيل. وعادةً ما يكون ذلك من فراغ فقد صنعنا خوذات حيوانات أخرى من قبل لذا لدينا بعض الخبرة في هذا المجال. ستكون لدينا أمنية تقريبية لكننا نعلم أن لدينا حدودًا فنذهب إلى النحاتين ويعودون بمقترحاتهم ودائمًا ما يحضر مهندس قوالب اجتماع التصميم الأسبوعي لدينا ليتمكنوا من تحديد التفاصيل فورًا. لكن نحاتينا بارعون جدًا في معرفة ما يمكننا إدخاله وإخراجه من القالب." أوضحت أستريد غرابيك المسؤولة الإبداعية قائلةً: "نصمم هذا الموضوع للأطفال والكبار على حد سواء. نركز على ما يجده الأطفال من سن الخامسة فما فوق مثيرًا مما يُلهم خيالهم ويحفزهم على اللعب. وفي الوقت نفسه نركز أيضًا على ما يثير اهتمام البالغين وخاصةً الأطفال من سن الخامسة فما فوق. هل توجد عناصر جديدة أو خيارات شخصيات أو تغييرات في الألوان نعتقد أنها ستكون مثيرة؟ نُطلق ثلاث مرات سنويًا ونقدم مجموعة متنوعة من الإصدارات الكلاسيكية (المسلسلات المرقمة) بالإضافة إلى إصدارات خارجية مثل لوني تونز وهي السلسلة الحالية."

## شخصيات صغيرة قابلة للتجميع
وفقًا لموقع بريكلينك أصدرت مجموعة ليغو 739 مجسم صغير قابل للتجميع.
| رقم. | رقم المجموعة | اسم السلسلة                                  | تاريخ الإصدار الأول                     | عدد الشخصيات الصغيرة | ملاحظات                                                                                               |
| ---- | ------------ | -------------------------------------------- | --------------------------------------- | -------------------- | --- |
| 1    | 08683        | السلسلة 1                                    | 5 مارس2010                              | 16                   | |
| 2    | 08684        | السلسلة 2                                    | 2 سبتمبر2010                            | 16                   | |
| 3    | 08803        | السلسلة 3                                    | 14 يناير2011                            | 16                   | |
| 4    | 08804        | السلسلة 4                                    | 1 أبريل 2011                            | 16                   | |
| 5    | 08805        | السلسلة 5                                    | 22 أغسطس 2011                           | 16                   | |
| 6    | 08827        | السلسلة 6                                    | ديسمبر 2011                             | 16                   | |
| 7    | 08831        | السلسلة 7                                    | مايو 2012                               | 16                   | |
| 8    | 08909        | سلسلة فريق جي بي الأولمبية                   | يوليو 2012                              | 9                    | أصدروها حصريًا في المملكة المتحدة وتستند إلى فريق بريطانيا العظمى للاحتفال بأولمبياد لندن الصيفية 2012 |
| 9    | 08833        | السلسلة 8                                    | سبتمبر2012                              | 16                   | |
| 10   | 71000        | السلسلة 9                                    | 7 أكتوبر 2012                           | 16                   | |
| 11   | 71001        | السلسلة 10                                   | 6 فبراير 2013                           | 17                   | يحتوي على السيد جولد (أنتجت 5000 قطعة فقط)                                                            |
| 12   | 71002        | السلسلة 11                                   | 30 يونيو 2013                           | 16                   | |
| 13   | 71004        | سلسلة فيلم ليغو                              | يناير2014                               | 16                   | مبني على فيلم ليغو                                                                                    |
| 14   | 71005        | السلسلة 1 ليغو سيمبسونز                      | مايو 2014                               | 16                   | مبني على عائلة سمبسون                                                                                 |
| 15   | 71007        | السلسلة 12                                   | أغسطس 2014                              | 16                   | |
| 16   | 71008        | السلسلة 13                                   | ديسمبر 2014                             | 16                   | |
| 17   | 71009        | السلسلة 2 ليغو سيمبسونز                      | أبريل 2015                              | 16                   | مبني على عائلة سمبسون                                                                                 |
| 18   | 71010        | السلسلة 14                                   | أغسطس 2015                              | 16                   | صنفوها كسلسلة الوحوش                                                                                  |
| 19   | 71011        | السلسلة 15                                   | 5 ديسمبر 2015                           | 16                   | |
| 20   | 71012        | سلسلة ليغو ديزني 1                           | 1 مايو 2016                             | 18                   | مبني على شخصيات ديزني                                                                                 |
| 21   | 71014        | سلسلة دي أف بي                               | مايو 2016                               | 16                   | حصريًا في أوروبا. مستوحى من المنتخب الوطني الألماني لكرة القدم (DFB).                                  |
| 22   | 71013        | السلسلة 16                                   | 1 سبتمبر2016                            | 16                   | |
| 23   | 71017        | سلسلة أفلام ليغو باتمان 1                    | 1 يناير2017                             | 20                   | مبني على فيلم ليغو باتمان                                                                             |
| 24   | 71018        | السلسلة 17                                   | 1 مايو 2017                             | 16                   | |
| 25   | 71019        | سلسلة أفلام ليغو نينجاغو                     | 1 أغسطس 2017                            | 20                   | مبني على فيلم ليغو نينجاغو                                                                            |
| 26   | 71020        | سلسلة أفلام ليغو باتمان 2                    | 1 يناير2018                             | 20                   | مبني على فيلم ليغو باتمان                                                                             |
| 27   | 71021        | السلسلة 18                                   | 1 أبريل 2018                            | 17                   | حفلة ذات طابع احتفالي للاحتفال بالذكرى الأربعين لشخصية ليغو الصغيرة                                   |
| 28   | 71022        | ليغو هاري بوتر والوحوش المذهلة السلسلة 1     | 1 أغسطس 2018                            | 22                   | استنادًا إلى سلسلة هاري بوتر والوحوش المذهلة                                                           |
| 29   | 71023        | فيلم ليغو 2: الجزء الثاني من السلسلة         | 1 فبراير 2019                           | 20                   | مبني على فيلم ليغو 2: الجزء الثاني                                                                    |
| 30   | 71024        | سلسلة ليغو ديزني 2                           | 1 مايو 2019                             | 18                   | مبني على شخصيات ديزني                                                                                 |
| 31   | 71025        | السلسلة 19                                   | 1 سبتمبر2019                            | 16                   | |
| 32   | 71026        | سلسلة ليغو دي سي سوبر هيروز                  | يناير2020                               | 16                   | مبني على دي سي سوبر هيروز                                                                             |
| 33   | 71027        | السلسلة 20                                   | 19 أبريل 2020                           | 16                   | |
| 34   | 71028        | ليغو هاري بوتر السلسلة 2                     | 1 سبتمبر2020                            | 16                   | مبني على سلسلة هاري بوتر                                                                              |
| 35   | 71029        | السلسلة 21                                   | 1 يناير2021                             | 12                   | |
| 36   | 71030        | سلسلة ليغو لوني تونز                         | 26 أبريل 2021                           | 12                   | استنادًا إلى امتياز لوني تونز                                                                          |
| 37   | 71031        | سلسلة مجسمات مارفل الصغيرة القابلة للتجميع 1 | 1 سبتمبر2021                            | 12                   | استنادًا إلى امتياز عالم مارفل السينمائي                                                               |
| 38   | 71032        | السلسلة 22                                   | 1 يناير2022                             | 12                   | |
| 39   | 71033        | سلسلة ليغو مابيتس                            | 1 مايو 2022                             | 12                   | استنادًا إلى سلسلة موبيتس لجيم هينسون                                                                  |
| 40   | 71034        | السلسلة 23                                   | 1 سبتمبر2022                            | 12                   | |
| 41   | 71037        | السلسلة 24                                   | 1 يناير2023                             | 12                   | |
| 42   | 71038        | سلسلة ليغو ديزني 100 المصغرة                 | 1 مايو 2023                             | 18                   | مبني على شخصيات ديزني                                                                                 |
| 43   | 71039        | سلسلة مجسمات مارفل الصغيرة القابلة للتجميع 2 | 1 سبتمبر2023                            | 12                   | استنادًا إلى امتياز عالم مارفل السينمائي                                                               |
| 44   | 71045        | السلسلة 25                                   | 1 يناير2024                             | 12                   | |
| 45   | 71046        | السلسلة 26                                   | 1 مايو 2024                             | 12                   | موضوع الخيال العلمي                                                                                   |
| 46   | 71047        | الأبراج المحصنة والتنينات                    | 1 سبتمبر2024                            | 12                   | مبني على امتياز سجون وتنانين                                                                          |
| 47   | 71048        | السلسلة 27                                   | 1 يناير2025                             | 12                   | |
| 48   | 71049        | سيارات سباق فورمولا 1 القابلة للتحصيل        | 1 مايو 2025 (تأخر دولياً لـ1 يونيو 2025) | 12                   | استنادًا إلى امتياز الفورمولا واحد                                                                     |

## الألعاب عبر الإنترنت

### شخصيات ليغو المصغرة على الإنترنت
في 29 أغسطس 2013 أعلنت شركة فانكوم رسميًا عن لعبة جماعية ضخمة عبر الإنترنت مستوحاة من موضوعات الشخصيات المصغرة حيث توجد عوالم متعددة يمكن للاعب السفر إليها ومحاربة الأعداء بالإضافة إلى زنزانات مبنية على الإعداد. ثم استخدمت اللعبة آليات النقر للتحرك التقليدية مما يسمح للمستخدمين الأصغر سنًا بالانخراط في الحدث. ومع ذلك بالنسبة للمستخدمين المتقدمين كانت هناك قدرات خاصة ينشطوها باستخدام لوحة الأرقام. وكان من المقرر أن تكون اللعبة مجانية للعب ولكن يمكنك فتح شخصيات مصغرة عن طريق شراء واحدة وإدخال رمز ومع ذلك يمكن أيضًا الحصول عليها داخل اللعبة. أصدروها في أواخر عام 2014 لنظامي التشغيل آي أو أس وآندرويد والكمبيوتر الشخصي إما كعميل تنزيل أو داخل المتصفح على موقع ليغو الإلكتروني.
أعلنت شركة فنكوم عن إغلاق لعبة شخصيات ليغو المصغرة على الإنترنت في 30 سبتمبر 2016. وابتداءً من 6 يونيو 2016 لن يتمكن اللاعبون الجدد من الانضمام إلى اللعبة وستتعطل الدردشة داخلها. حيث سيظل بإمكان اللاعبين الحاليين اللعب حتى 30 سبتمبر 2016.

## البضائع الأخرى
في عام 2022 أنتجت العلامة التجارية شخصيات ليغو الصغيرة أيضًا مجموعة من الألعاب المحشوة.

## الجوائز والترشيحات
في عام 2022 حصلت مجموعة شخصيات ليغو مارفل الصغيرة القابلة للتجميع (رقم المجموعة: 71031) على جائزة "لعبة العام" و"مجموعة العام" من جمعية الألعاب.
في سبتمبر 2022 حصلت مجموعة الدمى المتحركة (رقم المجموعة: 71033) على جائزة "لعبة العام" و"مجموعة العام" من جمعية الألعاب.

## روابط خارجية
- الصفحة الرسمية لشخصيات ليغو الصغيرة نسخة محفوظة 28 September 2019 على موقع واي باك مشين.